# وادي الديسة

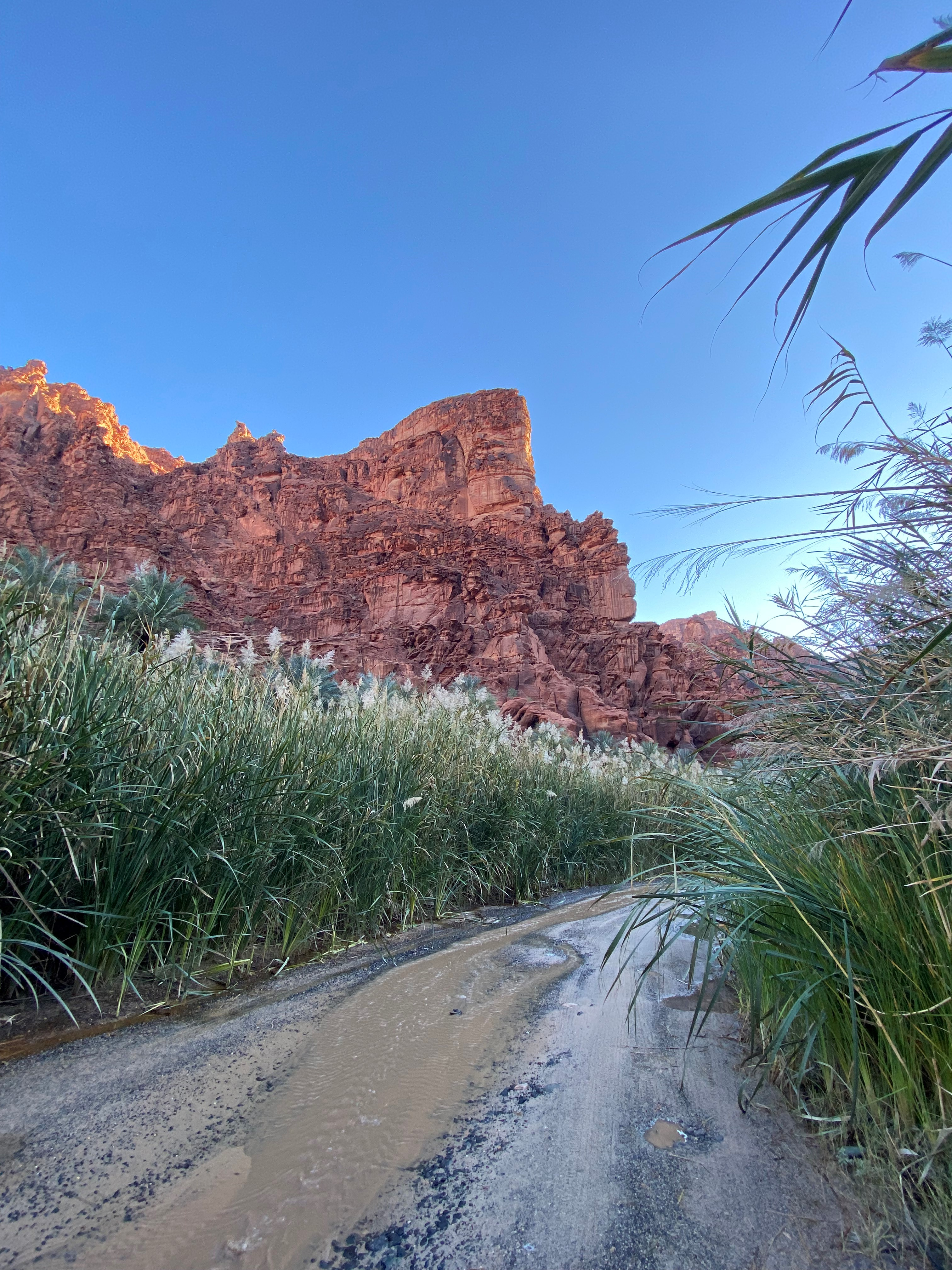
صورة التقطت لوادي الديسة في عام 2022

وادي الديسة؛ يعد من أهم المناطق السياحسة في الشمال الغربي ، منطقة تبوك ، المملكة العربية السعودية، يتميز وادي الديسة بكثرة العيون وفرة جداول المياه، وأشجار النخيل والأعشاب البرية، ماجعله يكتسب طبيعة مميزة ، إضافةً إلى أنه يعد واحدًا من أهم المرتكزات الطبيعية لمشروع نيوم. جاءت تسميته على قرية الديسة، التي تقع على مدخل الوادي من الجهة الغربية. وتعني كلمة الديسة (الوادي المليء بأشجار النخيل). ويسمى أيضًا بوادي داما، أو وادي دامه

## الجغرافيا
يقع الوادي في جنوب غرب منطقة تبوك، وشمال غرب محمية الأمير محمد بن سلمان، في منطقة تحيط بها الجبال والتي أكسبتها عوامل كثرة المياه مع شدة سرعة الهواء تشكيلات صخرية مميزة ، من حيث الجبال والحواف الصخرية والتي شكّلت أعمدة شاهقة، عطفًا على موقعها الجغرافي المميز، حيث يمتد الوادي من وسط المنطقة التي يضمها مشروع نيوم، ويحتوي على مواقع أثرية، مثل: واجهات لمقابر نبطية منحوتة بالصخر، وبقايا جدران بها كتابات نبطية، وعربية إسلامية مبكرة بالخط الكوفي. ويبلغ متوسط هطول الأمطار لمدة ثمانية أشهر خلال العام، في حين تختلف درجات الحرارة فيه، حيث تنخفض خلال فصل الشتاء إلى 12 درجة مئوية، في حين ترتفع إلى 31 درجة مئوية خلال فصل الصيف.

## مشروع تطوير الوادي
في 20 نوفمبر 2018، أعلن صندوق الاستثمارات العامة في السعودية عن إطلاق مشروع «مشروع تطوير وادي الديسة»، والذي يقع ضمن محمية الأمير محمد بن سلمان، تزامنًا مع زيادة خادم الحرمين الشريفين الملك سلمان بن عبدالعزيز إلى منطقة تبوك.
ويهدف المشروع إلى تحويل الوادي ليكون أحد مناطق الجذب السياحية، من خلال المحافظة على النمط البيئي، والحياة الفطرية فيه ، إضافة إلى الاستفادة من المقومات السياحية التي يمتاز بها، حيث يحظى الوادي بمناخ معتدل وتضاريس جبلية مميزة، إضافة إلى عيون المياه التي تتدفق على مدار العام، ما سيجعله أرضًا خصبة لتوفير فرص استثمارية كبيرة لتطوير المناطق الطبيعية والجبلية.

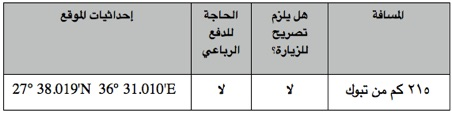